# Prodan Georgiew
Prodan Georgiew (bułg. Продан Георгиев, ur. w 1904, zm. ?) – bułgarski kolarz. Reprezentant Bułgarii na Letnich Igrzyskach Olimpijskich 1924 w Paryżu. Na igrzyskach uczestniczył w wyścigu na 50 km, którego nie ukończył.